# Lucien Musset
Pour les articles homonymes, voir Musset.
Lucien Musset, né le 26 août 1922 à Rennes et mort le 15 décembre 2004 à Caen, est un historien français.

## Biographie
Fils du professeur d'université René Musset, lui-même professeur d’histoire à l’université de Caen, Lucien Musset était membre correspondant de l’Académie des inscriptions et belles-lettres (Institut de France). Prolifique, il écrivit de nombreux ouvrages et articles sur la Normandie ducale et les Vikings. Il fait partie des références de l’historiographie normande.
Parlant les langues scandinaves, Lucien Musset a publié dès 1951 un livre sur la Scandinavie médiévale. En 1965, il a publié une synthèse en deux tomes sur les invasions germaniques (IVe – VIe siècle) et celles des VIIe – XIe siècle (Slaves, Scandinaves, Hongrois et Sarrasins).
Il est l'époux de l'historienne du droit Jacqueline Musset.

## Publications
- Les Peuples scandinaves au Moyen Âge, Paris, Presses universitaires de France, 1951, 342 p., in-8o
- Le Lycée Malherbe ; notice historique publiée à l’occasion du cent-cinquantenaire, Caen, Caron, 1956
- Evrecy. Deux-Jumeaux. Saint-Fromond. Recherches sur l'art pré-roman et la très ancienne histoire monastique de la Basse-Normandie, Caen, Caron, 1957.
- « La conversion des Germains », in Histoire universelle des missions catholiques, t. I, Paris, Gründ, 1957, p. 105-141.
- « La question de Pental (ou de Saint-Samson-sur-Risle) » - Annuaire des cinq départements de la Normandie (1961) p. 11-18
- « Autour des origines de Saint-Étienne de Fontenay », Bulletin de la Société des antiquaires de Normandie, t. LVI, 1961-62, pp. 11-41
- Propos d'un historien sur l’ancien Caen, Caen, Impr. régionale, 1963
- Introduction à la runologie (en partie d'après les notes de Fernand Mossé), Paris, Aubier-Montaigne, 1965, 1980 (nouvelle édition)
- Les Invasions : les vagues germaniques, Presses universitaires de France, Paris, 1965
- Les Invasions : le second assaut contre l’Europe chrétienne (VIIe – XIe siècles), Presses universitaires de France, Paris, 1965
- Les Actes de Guillaume le Conquérant et de la reine Mathilde pour les abbayes caennaises, Caen, Caron, 1967
- Normandie romane 1. La Basse Normandie, La Pierre-qui-Vire, Zodiaque, 1967
- « Gouvernés et gouvernants dans le monde scandinave et dans le monde normand (Xe – XIIe siècles) », Recueils de la Société Jean Bodin 23, 1968, pp. 439-468.
- « Naissance de la Normandie », in Michel de Boüard (dir.), Histoire de la Normandie, Privat, Toulouse, 1970, p.75-129  (ISBN 2-7089-1707-2)
- Caen, Ville d'art. La rue froide, Caen Art de Basse-Normandie, 1970
- Caen, Ville d'art : Calvados (14), Colmar-Ingersheim : S.A.E.P., 1971
- De l'Antiquité au monde médiéval, Paris, Presses universitaires de France, 1972
- Normandie romane 2. La Haute-Normandie, Léger-Vauban, Zodiaque, 1974
- Prieuré de Perrières : abbayes et prieurés de Normandie, Rouen, C.R.D.P., 1978
- Recherches sur l’art pré-roman, Rouen, C.R.D.P., 1979
- Abbayes normandes : exposition itinérante, Caen, Lafond, 1979
- Origines et nature du pouvoir ducal en Normandie jusqu'au milieu du XIe siècle dans Les Principautés au Moyen Âge, communications du Congrès de Bordeaux en 1973, Bordeaux, Société des Historiens Médiévistes, 1979, p.47-59

- L'Abbaye de Saint-André-en-Gouffern (Calvados), Rouen, C.R.D.P., 1979
- Comment on vivait au Moyen Âge dans la région de Pont-Audemer, d'après les chartes des abbayes de Préaux (XIe – XIIIe siècle), in Connaissance de l'Eure n°31,Évreux, 1979, p.3-20
- Aspects du monachisme en Normandie : actes du Colloque scientifique de l’Année des abbayes normandes, Caen, 18-20 octobre 1979 / IVe – XVIIIe siècles : Colloque scientifique de l’Année des abbayes normandes (1979, Caen, France), Paris, J. Vrin, 1982
- Angleterre romane : 1 le sud de l’Angleterre, La Pierre-qui-Vire, Zodiaque, 1983
- Architecture romane en Basse-Normandie : livre-découpage, introduction à l'art roman, ouvrage pédagogique réalisé sous la direction de François Rouillay avec le concours des chargés de mission de la Direction des Affaires Culturelles de Basse-Normandie, Éditions Mak'it, 1984
- Autour du pouvoir ducal normand, Xe – XIIe siècles, Caen : Annales de Normandie, 1985
- Angleterre romane : 2 le nord de l’Angleterre, La Pierre-qui-Vire, Zodiaque, 1988
- Aspects de la société et de l’économie dans la Normandie médiévale : Xe – XIIIe siècles, Caen, Annales de Normandie, 1988
- La Tapisserie de Bayeux : œuvre d’art et document historique, Saint-Léger-Vauban, Zodiaque, 1989, 2002
- « Les Évêques normands envisagés dans le cadre européen (Xe – XIIe siècles) », Les évêques normands du XIe siècle, Caen, 1995, p. 53-65
- Nordica et normannica : recueil d’études sur la Scandinavie ancienne et médiévale, les expéditions des Vikings et la fondation de la Normandie, Société des études nordiques, Paris, 1997

## Récompenses et distinctions

### Décorations
- Commandeur de l'ordre des Arts et des Lettres (1987)[4]